# Big Chill
Big Chill eller Big Freeze - Den stora nedkylningen - är en teori om universums framtid, där allt expanderar allt hastigare och avståndet mellan stjärnor och himlakroppar hela tiden ökar. I och med att universum expanderar kommer även temperaturen till slut att spridas till en nivå då all värmeenergi är så gott som jämnt utspridd. Då kommer inga processer längre kunna utföras eftersom ingen värme kan överföras. Detta kallas för värmedöden och uppnås i slutet av Big Chill-teorins tidslinje.
Observationer indikerar att universums expansion alltid kommer att fortsätta, vilket i så fall leder till att universum svalnar av då det expanderar, för att till slut bli för kallt för att innehålla liv. Därför kallas detta framtidsscenario populärt för Big Freeze.

Galaxerna i universum glider ifrån varandra allt eftersom tiden går.

Big Chill-teorin bygger på att existensen av mörk materia och mörk energi existerar. Teorin är även mycket relaterad till värmedöden (Heat Death på engelska) och entropi vilket även är kallat termodynamikens andra huvudsats. Allt eftersom expansionen accelererar, kommer avståndet mellan galaxerna att öka. Till slut kommer rörelsen bort från oss vara så stor att dopplereffekten sträcker ut ljusvågorna så extremt mycket att de inte längre blir synliga. Stjärnorna kommer fortfarande att hänga med galaxerna, men de kommer att sluta skapas allt eftersom gasen tar slut. När gasen är slut kommer de sista stjärnorna till slut att förbruka sitt bränsle och sedan dö. De objekt som lämnas kvar, mörk materia, planeter, asteroider och utbrända stjärnor kommer att sönderfalla enligt teorier som förutser proton-sönderfall. Efter sönderfallet av den sista protonen kommer inget nytt arbete kunna utföras och enbart svarta hål och värme, som nu är uniformt utspritt, att existera och värmedöden är uppnådd. De svarta hålen fortsätter att långsamt avdunsta i Hawkingstrålning som dock pågår i cirka 1060 år efter den sista protonen sönderfallit.

## Tidslinje enligt Big Chill
Presentationen nedan följer den indelning av universums historia i fem eror astrofysikerna Fred Adams och Greg Laughlin lade fram i sin bok The Five Ages of the Universe, utgiven 1999.

### Den ursprungliga eran (Primordial Era)
Den ursprungliga eran börjar 10-50 år efter Big bang och pågår i 106 år. Under den här eran startar universums expansion, och materia stabiliseras. Väte och helium skapas i stora mängder, vilket senare utgör byggstenarna för skapandet av stjärnor.

### Den stjärnrika eran (Stelliferous Era)
Den Stjärnrika eran påbörjas cirka 106 år efter Big bang och pågår i cirka 1014 år. Vi lever för närvarande i denna era. Ungefär vid 1,55x108 år efter Big bang tändes universums första stjärna, och för första gången sedan expansionen börjar värmeenergi i större mängder skapas. Med stjärnornas nukleära reaktioner i deras inre, kallat fusion, skapas heliumatomer utifrån väteatomer. Inte långt efter att stjärnor börjat producera energi har även vissa mängder tyngre grundämnen frisatts och planeter skapats. Rödförskjutning av galaxer utanför vår lokala supergalaxhop kommer med tiden att öka ljusvåglängderna tills de till slut blir osynliga även i infrarött ljus.
Big Rip anses hända 2x1010 år fram i tiden, alltså cirka 3,5x1010 efter Big bang.

### Förfallets era (Degeneration Era)
Förfallets era påbörjas efter den Stjärnrika eran, kring 1014 efter Big bang fram till cirka 1040 år efter Big bang. Under denna era har universums expansion orsakat att mycket av materian spridits ut, galaxernas avstånd är enormt och stjärnornas bränsle börjar ta slut, då det mesta av vätet och heliumet har omvandlats till tyngre grundämnen eller omvandlats till värmeenergi. Svarta hål suger sakta i sig mycket av den kvarstående materian som stjärnor kan skapas av, och resten späds ut för mycket för att nya stjärnor ska kunna skapas. De största stjärnorna bränner ut sitt bränsle först, medan de mindre stjärnorna fortsätter brinna en lång tid efter det att nya stjärnor inte kan bildas. 
Till slut slocknar även de, och endast stellära kvarlevor finns kvar i form av planeter och utbrända dvärgstjärnor, kring 1019-20 år efter Big bang. Dessa stellära kvarlevor påverkar varandra gravitationellt och slungar ut varandra ur galaxerna. Galaxerna drar då ihop sig och ökar densiteten, vilket får fler gravitationella påverkningar att uppkomma och accelererar processen. Till slut kommer 1–10% att finnas kvar vilket slukas av det supermassiva svarta hålet i centrum av galaxen.

#### Protonsönderfall
Standardmodellen i partikelfysik förutsäger att protoner är stabila. Flera storförenade teorier förutsäger dock att protoner sönderfaller med en halveringstid på ungefär 1034 – 1036 år. I experiment har man visat att halveringstiden är minst 1034 enligt den föreslagna sönderfallskanalen till positron och pioner. Därför säger man att >1034 år efter Big bang påbörjas proton-sönderfallet enligt Big Chills tidslinje. Neutronerna, som oftast är bundna med protonerna i atomkärnan, beräknas ha en ungefär lika lång halveringstid som protoner. De få stellära objekt som flyter omkring i universum kommer till slut alltså att sönderfalla eller upplösas på grund av att protonerna sönderfaller till, exempelvis, positroner och pioner. 1040 år efter Big bang har alla universums 1080 protoner genomgått ca 1000 halveringar, vilket efterlämnar ½1000 så många protoner och neutroner som det finns idag, vilket är noll. Detta markerar slutet på Förfallets era (Degeneration Era) då det nu inte finns andra stora objekt förutom svarta hål. Alla andra stellära objekt har sönderfallit.

### Svarta hålens era (Black Hole Era)
Svarta hålens era påbörjas så fort den sista protonen har sönderfallit, dvs. cirka 1040 år efter Big bang, och pågår till 10100 år efter Big bang. I denna era existerar inga större föremål, förutom svarta hål. De svarta hålen har inget nytt material att sluka, då allt i stort sett har sönderfallit, och de svarta hålen kommer sakta att minska i storlek via Hawkingstrålning. De minsta svarta hålen försvinner först, medan de största lever vidare, och den sista förväntas försvinna cirka 10100 år efter Big bang.

### Den mörka eran (The Dark Era)
Den mörka eran regerar från och med >10100 år efter Big bang. Endast de enklaste partiklarna finns kvar och universum går sakta mot sin värmedöd då dess energi sprids ut jämnt över ett allt större område allt eftersom universum expanderar och blir allt kallare. Värmedöden, eller Maximal entropi uppnås när värmeenergin är helt jämnt fördelad, vilket enligt termodynamikens andra huvudsats betyder att universum är så gott som dött, då inga fler processer kan uppstå eller genomföras. Däremot kan det vara svårt att sprida energin helt jämnt i ett evigt expanderande universum och därför anses en slags Kölddöd (Cold death på engelska) uppstå, då all värme sprids ut över ett så stort område att temperaturen sjunker nära den absoluta nollpunkten. Både Kölddöden och Värmedöden kommer att göra det omöjligt för liv att existera.